# Thalheim (Bitterfeld-Wolfen)
Thalheim è una frazione della città tedesca di Bitterfeld-Wolfen, nella Sassonia-Anhalt.

## Storia
Thalheim fu citata per la prima volta nel 1388, e costituiva un piccolo centro rurale, posto nei pressi della città di Bitterfeld.
Il 1º luglio 2007 il comune di Thalheim fu fuso con le città di Bitterfeld e Wolfen, e i comuni di Greppin e Holzweißig, formando la nuova città di Bitterfeld-Wolfen.